# The Adventures of André & Wally B.
The Adventures of André and Wally B. (Las Aventuras de André y Wally B.) es un cortometraje animado estadounidense hecho en 1984 por Alvy Ray Smith. Aunque éste no sea un corto de Pixar (ya que fue hecho en Lucasfilm), es considerado así porque fue la primera vez que John Lasseter realizó un proyecto animado por computadora.

## Trama
El corto involucra a un chico llamado André, quien despertado en un bosque por una abeja llamada Wally B. André distrae a la abeja para poder huir corriendo. Wally B. se percata de ello y lo sigue para picarlo, saliendo de la pantalla. Después, reaparece con el aguijón doblado y André le lanza su sombrero y ríe, mientras se aleja.

## Producción
El director y guionista del cortometraje fue Alvy Ray Smith, la animación estuvo a cargo de John Lasseter, el técnico principal fue Bill Reeves, y hubo contribuciones técnicas de Tom Duff (quien diseñó el programa de animación llamado "MD", abreviatura de "médico de movimiento"), Eben Ostby, Rob Cook, Loren Carpenter, Ed Catmull, Salesin David Porter, y de Tom y Sam Leffler. El rodaje estuvo a cargo de David DiFrancesco, Noggle Tom y Conway Don, y la logística de equipo estuvo manejada por Craig Good. El título es un homenaje a la película Mi cena con André, protagonizada por André Gregory y Wallace Shawn. Se titulaba originalmente Mi desayuno con André.
La animación era verdaderamente innovadora para su época, y fue el primer ejemplo de uso del desenfoque de movimiento en la animación por computadora, con complejos entornos en tres dimensiones, donde los estilos de iluminación y los colores fueron inspirados por Maxfield Parrish, quien hizo uso de sistemas de partículas. Lasseter trabajó en el mejoramiento y extensión de este sistema, dado que los modelos anteriores de animación por computadora se encontraban por lo general limitados a trabajar con rígidas formas geométricas. Para la realización del cortometraje se utilizó una supercomputadora Cray X-MP/48 y diez minicomputadoras VAX-11/750, del Proyecto Atenea.